# Campionats del món de ciclocròs de 2002
Els Campionats del món de ciclocròs de 2002 foren la 53a edició dels mundials de la modalitat de ciclocròs i es disputaren el 2 i 3 de febrer de 2002 a Zolder, Heusden-Zolder, Limburg, Bèlgica. Foren quatre les proves disputades.

## Resultats

### Homes
| Proves  | Or              | Plata             | Bronze          |
| Elit    | Mario De Clercq | Tom Vannoppen     | Sven Nys        |
| Sub-23  | Thijs Verhagen  | Davy Commeyne     | Tomas Trunschka |
| Júniors | Kevin Pauwels   | Krzysztof Kuzniak | Zdeněk Štybar   |

### Dones
| Prova | Or                 | Plata             | Bronze               |
| Elit  | Laurence Leboucher | Hanka Kupfernagel | Daphny van den Brand |

## Classificacions

### Cursa masculina
| Pos. | Ciclista            | País          | Temps   |
| ---- | ------------------- | ------------- | ------- |
|      | Mario De Clercq     | Bèlgica       | 1:01.11 |
|      | Tom Vannoppen       | Bèlgica       | + 0.03  |
|      | Sven Nys            | Bèlgica       | + 0.06  |
| 4.   | Richard Groenendaal | Països Baixos | + 0.10  |
| 5.   | Gerben de Knegt     | Països Baixos | + 0.14  |
| 6.   | Dominique Arnould   | França        | + 0.21  |
| 7.   | Wim de Vos          | Països Baixos | + 0.22  |
| 8.   | Bart Wellens        | Bèlgica       | + 0.26  |
| 9.   | Ben Berden          | Bèlgica       | + 1.19  |
| 10.  | Thomas Frischknecht | Suïssa        | + 1.38  |

### Cursa femenina
| Pos. | Ciclista               | País          | Temps  |
| ---- | ---------------------- | ------------- | ------ |
|      | Laurence Leboucher     | França        | 39.06  |
|      | Hanka Kupfernagel      | Alemanya      | + 1.04 |
|      | Daphny van den Brand   | Països Baixos | m.t.   |
| 4.   | Alison Dunlap          | Estats Units  | m.t.   |
| 5.   | Ann Grande             | Estats Units  | + 1.41 |
| 6.   | Anja Nobus             | Bèlgica       | + 2.00 |
| 7.   | Reza Hormes-Ravenstijn | Països Baixos | m.t.   |
| 8.   | Birgit Hollmann        | Alemanya      | m.t.   |
| 9.   | Hilde Quintens         | Bèlgica       | + 2.05 |
| 10.  | Carmen d'Aluisio       | Estats Units  | + 2.12 |

### Cursa masculina sub-23
| Pos. | Ciclista            | País          | Temps  |
| ---- | ------------------- | ------------- | ------ |
|      | Thys Verhagen       | Països Baixos | 49.48  |
|      | Davy Commeyne       | Bèlgica       | m.t.   |
|      | Tomáš Trunschka     | Txèquia       | m.t.   |
| 4.   | Enrico Franzoi      | Itàlia        | m.t.   |
| 5.   | Wim Jacobs          | Bèlgica       | m.t.   |
| 6.   | Martin Bína         | Txèquia       | + 0.37 |
| 7.   | Michael Baumgartner | Suïssa        | + 0.53 |
| 8.   | Adam Craig          | Estats Units  | + 1.12 |
| 9.   | Radomír Šimůnek jr. | Txèquia       | + 1.36 |
| 10.  | Steve Chainel       | França        | + 1.44 |

### Cursa masculina júnior
| Pos. | Ciclista              | País     | Temps  |
| ---- | --------------------- | -------- | ------ |
|      | Kevin Pauwels         | Bèlgica  | 43.41  |
|      | Krzysztof Kuźniak     | Polònia  | + 0.11 |
|      | Zdeněk Štybar         | Txèquia  | + 0.15 |
| 4.   | Jaroslav Kulhavý      | Txèquia  | + 0.26 |
| 5.   | Mike Thielemens       | Bèlgica  | + 0.34 |
| 6.   | Felix Gniot           | Alemanya | m.t.   |
| 7.   | Derik Zampedri        | Itàlia   | m.t.   |
| 8.   | Jens Petroll          | Alemanya | + 0.37 |
| 9.   | Dieter Vanthourenhout | Bèlgica  | + 0.44 |
| 10.  | Pirmin Lang           | Suïssa   | + 0.56 |

## Medaller
| Pos. | País          | Or | Plata | Bronze | Total |
| 1    | Bèlgica       | 2  | 2     | 1      | 5     |
| 2    | Països Baixos | 1  | 0     | 1      | 2     |
| 3    | França        | 1  | 0     | 0      | 1     |
| 4    | Alemanya      | 0  | 1     | 0      | 1     |
| 4    | Polònia       | 0  | 1     | 0      | 1     |
| 6    | Txèquia       | 0  | 0     | 2      | 2     |